# Mirko Bigazzi
Mirko Bigazzi, född 3 april 1989 i Cecina, är en italiensk fotbollsspelare, som spelar för Livorno. Han är en offensiv ytter som kan spela både till höger och vänster.

## Karriär
Mirko Bigazzi inledde fotbollskarriären med Cecina från hemstaden, men lämnade som 17-åring för AS Livorno Calcio i centralorten  Livorno. 
Efter två år med klubbens primaveralag lånades Bigazzi ut till Serie C2-laget Carrarese för att skaffa sig erfarenhet. Efter en fin säsong med Carrarese köpte klubben honom på delägarskap. 
Bigazzi spelade bra även sin andra säsong med klubben och sommaren 2010 återvände Bigazzi till Livorno, men lånades återigen ut, nu till Gela.
Efter en fin säsong med Gela tog  Bigazzi 2011 plats i Livornos a-lag. Under 2011-2012 startade han tolv matcher och hoppade in i ytterligare tretton. Han gjorde två mål, varav det andra, en lobb borta mot Brescia var en riktig delikatess.
Efter att ha spelat sparsamt när Livorno tog steget upp i Serie A 2012/2013 lånades Bigazzi sommaren 2013 ut till portugisiska SC Olhanense.
I augusti 2014 lånades Bigazzi ut igen, den här gången till Torres.